# Triscila Oliveira
Triscila Oliveira é uma ativista e escritora contra a desigualdade social e o racismo brasileira, natural de Niterói, RJ. Desde 2015, mantém um perfil no Instagram para divulgar e produzir conteúdo autoral sobre educação, racismo, feminismos e questões de classe.
Após ler um episódio da webcomic Os Bolsominions, de Leandro Assis, Triscila escreveu um comentário no perfil do desenhista no Instagram comentando que, por ser ex-empregada doméstica, havia se identificado com a situação da HQ. A tira em questão, intitulada "Manteiga", contava a história de uma empregada que acorda 4 horas mais cedo que a patroa para chegar a tempo no trabalho e que recebe uma bronca porque a manteiga estava dura no café da manhã e deveria chegar mais cedo para que isso não acontecesse. Triscila e Leandro se tornaram amigos e ela passou a ser corroteirista da webcomic, que mudou seu nome (que fazia referência ao termo pejorativo usado para os seguidores do então presidente Jair Bolsonaro) para Os Santos e passou a abordar a vida de duas famílias: uma de bancos ricos da Zona Sul do Rio de Janeiro e outra de suas empregadas domésticas, mulheres negras da periferia.
Durante a pandemia de COVID-19, a webcomic Os Santos foi interrompida provisoriamente, sendo substituída pela série Confinada, ambientada no mesmo universo ficcional, com participação de alguns personagens da outra série, embora com foco em duas personagens novas: a influencer milionária Fran Clemente e sua empregada doméstica Ju, que passam por um período "confinadas" na cobertura de Fran durante a pandemia. A HQ ganhou uma edição impressa em 2021, publicada pela editora Todavia.
Em setembro de 2020, Triscila e Leandro foram contratados como chargistas pela Folha de S.Paulo, mantendo a parceria focada principalmente na crítica social. Triscila, se tornou a primeira mulher negra chargista na história da Folha de S.Paulo, apesar de não desenhar, o que, por si só, adiciona mais uma camada de simbolismo a sua trajetória.
Em 2022, ambos ganharam o Prêmio Angelo Agostini de melhor roteirista e de melhor lançamento pela edição impressa de Confinada. E o Prêmio HQmix por melhor Webquadrinhos.